# Vieux Pont de Terrasson
Le Pont Vieux se situe sur la commune de Terrasson-Lavilledieu, dans le département français de Dordogne. Il est classé au titre des monuments historiques en 1904.

## Caractéristiques
Il s'agit d'un pont en maçonnerie de 5 arches (6 à l'origine, 3 segmentaires, 2 ogivales) sur la RD 6089 permettant le franchissement de la Vézère.

## Histoire

### Moyen Âge
Le pont est cité en 1182 par Geoffroy, prieur de Vigeois, quand des troupes à la solde du vicomte de Limoges franchissent le pont de Terrasson pour envahir le Limousin.
Ch. Durand, dans sa description du pont, déduit des écrits du prieur de Vigeois que le pont a été construit par l'abbaye de Terrasson avant 1178. À cette date, en effet, l'abbaye très endettée est obligée de vendre une partie de ses biens à l'abbaye du Dalon pour rembourser ses dettes. En 1101, le même prieur nous apprend que pour réprimer certains désordres, son abbé, Adémar de Saint-Rabier, la soumet à l'abbaye Saint-Martial de Limoges. C'est probablement cette filiation qui explique sa typologie si proche des ponts anciens de Limoges, le pont Saint-Martial et le pont Saint-Étienne. L'ancienneté du pont de Terrasson fait qu'il devait avec une structure proche du pont Saint-Martial détruit en 1183 par Henri II Plantagenet.
D'après les divers cartulaires d'abbaye de la région et des alliances avec les grands seigneurs du Ventadour, il est avéré que Terrasson, anciennement Genouillac, avait bien ses seigneurs, les Comtors de Terrasson, qui avaient édifié le tout premier château féodal des lieux dont  les fondations auraient servi probablement de substruction au château dit du Fraysse. D'après ces cartulaires, ces seigneurs auraient fait de nombreuses donations aux abbayes environnantes et auraient dominé la région quasiment deux siècles à partir du Xe siècle avec Frotaire de Terrazo (Terrassone) cité en 954 suivi de plusieurs générations pour disparaître progressivement à la période des croisades sans jamais y revenir.
Le fief seigneurial de Terrasson est passé sous la coupe de la puissante famille des vicomtes de Turenne par mariage vers 1065 de Gerberge de Terrasson avec Boson 1er de Turenne. À partir du milieu du XIIe siècle, l'abbaye représentait sans aucun doute l'autorité locale sous le joug des vicomtes de Turenne devenus suzerains pour ce territoire de Terrasson et c'est dans ce contexte que le pont aurait été édifié pour remplacer certainement un gué.
Selon les cartes Cassini, la configuration faisait état d'une île permettant de construire aisément le pont sur le rocher par une dérivation provisoire de la Vézère du côté où se jette le ruisseau Le Brasset. Un moulin à eau existait en amont du pont, construction classique et indispensable pour toute importante abbaye digne de ce nom.
En 1333, un legs de 5 sols pour la bâtisse du pont est fait par Raymond du Fraysse. La modestie de la somme doit correspondre à des travaux de réparations du pont, mais certains auteurs rattachent cette date à la construction du pont actuel. La guerre de Cent Ans entre Français et Anglais a amené la destruction de deux arches extrêmes du pont en rive droite qui ont dû être reconstruites en arc de cercle au XVe siècle.

### Époque moderne
En 1569, après leur défaite à Moncontour, l'armée du prince de Condé et du prince de Navarre se retirent vers Montauban en franchissant le pont de Terrasson car elle n'a pu franchir celui de Montignac défendu par le château. En 1580, le pont de Montignac a été rompu par Geoffroy de Vivans rendant le passage de la Vézère par Terrasson plus nécessaire, mais le château de Terrasson est occupé par les troupes royales à partir de 1575 pour en assurer le contrôle. En 1585, l'armée de la Ligue commandée par le duc de Mayenne franchit le pont de Terrasson.
En 1652, le prince de Condé soulève la Guyenne et le Limousin. En février, les troupes royales commandées par le comte d'Harcourt franchissent le pont de Terrasson.
Les troupes du prince de Condé occupent Terrasson, mais, en 1653, les troupes royales commandées par Hector d'Aubusson, seigneur de Castel-Novel, entreprennent de rompre la grande arche du pont, la 4e à partir de la rive gauche. Le pont, comme l'abbaye, sont restaurés après 1657 par Jean de Reilhac de Montmège.
En 1722, l'état du pont nécessitait de le restaurer. Un projet est fait par l'ingénieur Ubeleski. En 1723, l'état des finances du royaume n'a pas permis d'entreprendre les travaux. le duc de Noailles, co-seigneur d'une partie de Terrasson, écrit à l'intendant Boucher pour s'en inquiéter. L'adjudication des travaux de réparation est faite le 5 juillet 1725. Une autre adjudication est faite en 1748. La crue de 1783 a nécessité des travaux de réparation et a probablement été à l'origine de la forme arrondie des avant-becs.

### Révolution et Empire
En 1810, les travaux de réfection de la route de Lyon à Bordeaux, la route nationale 89, ont entraîné des travaux d'aménagement du pont. En 1820 a été établi un projet d'élargissement du pont qui n'a pas été exécuté. La reconstruction du mur de quai en rive gauche a réduit le débouché de l'arche.
Le pont nouveau dont le projet a été signé par l'ingénieur en chef des ponts et chaussées Cousin est adjugé le 5 février 1830. Sa mise en circulation en 1833 permet de ne plus faire passer la route de Lyon à Bordeaux sur le vieux pont qui fait alors retour à la commune. La commune de Terrasson est alors chargée des réparations.

## Protection
Le pont est classé au titre des monuments historiques par arrêté du 25 juin 1904.